# Pina Fantozzi
Pina Fantozzi è un personaggio letterario e cinematografico ideato da Paolo Villaggio nella serie incentrata sulle vicende del marito, il ragionier Ugo Fantozzi.
Nella rappresentazione cinematografica è stata interpretata dall'attrice Liù Bosisio nei primi due film della serie, Fantozzi, del 1975, e Il secondo tragico Fantozzi, del 1976, e nel quinto, Superfantozzi, del 1986, mentre nei restanti episodi dall'attrice Milena Vukotic.

## Caratteristiche del personaggio
Pina è una casalinga e si occupa a tempo pieno della casa e della famiglia. Sebbene sia evidente che provi più stima che amore nei confronti del marito, è piuttosto gelosa di lui e, da cordiale ed accomodante, tende a diventare autoritaria quando c'è qualcosa che non va: tutte le volte che Ugo e la signorina Silvani, di cui Fantozzi è infatuato, cercano di aprire un dialogo, Pina è sempre la prima a intervenire per impedirlo.

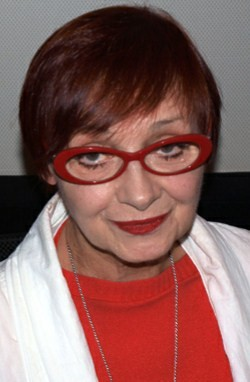
Milena Vukotic, interprete di Pina negli anni 1980 e 1990 (tranne in Superfantozzi)

Le caratteristiche e la personalità del personaggio di Pina variano a seconda dell'attrice che ne riveste il ruolo: la versione interpretata da Liù Bosisio è maggiormente sottomessa e rispettosa, comprende i sentimenti del marito, forse prova amore nei suoi confronti, non lo compatisce e non lo mortifica, sebbene talvolta cerchi di fargli capire di non essere d'accordo con lui, e lo ammira quando riesce a imporre la propria dignità di fronte alle prepotenze dei padroni; al contrario, quella interpretata da Milena Vukotic è più indipendente, legata a Fantozzi quasi esclusivamente per dovere matrimoniale, dovere che tuttavia tradisce spesso e volentieri (in almeno due occasioni, con il panettiere Cecco e il rozzo vagabondo Franchino) e, malgrado dica di provare non amore ma pena e stima nei confronti del marito, non pare avere nei suoi confronti lo stesso attaccamento emotivo della Pina di Liù Bosisio.
È l'unico personaggio della saga fantozziana a ritenere sua figlia Mariangela e sua nipote Uga belle e non mostruose.
Il suo cognome da nubile non viene mai reso noto, nemmeno quando, nel film Fantozzi subisce ancora, la Pina si reca a votare per le elezioni politiche, occasione in cui, al momento della sua uscita dalla cabina elettorale, il presidente del seggio dichiara "Ha votato Fantozzi".

## Filmografia

### Interpretata da Liù Bosisio
- Fantozzi (1975)
- Il secondo tragico Fantozzi (1976)
- Superfantozzi (1986)

### Interpretata da Milena Vukotic
- Fantozzi contro tutti (1980)
- Fantozzi subisce ancora (1983)
- Fantozzi va in pensione (1988)
- Fantozzi alla riscossa (1990)
- Fantozzi in paradiso (1993)
- Fantozzi - Il ritorno (1996)
- Fantozzi 2000 - La clonazione (1999)